# Sacaca
Sacaca est une ville du département de Potosí en Bolivie, et le chef-lieu de la province d'Alonso de Ibáñez. Sa population s'élevait à 1 619 habitants en 2001.